# Mihai Pintilii
Mihai Pintilii (Iași, el 9 de novembre de 1984) és un futbolista professional romanès que juga amb l'Steaua Bucureşti. Juga principalment com a migcampista defensiu.